# Discicristats
Els discicristats (Discicristata) és un proposat clade d'eucariotes. Conté els Euglenozoa i els Percolozoa.
S'ha proposat que Discicristata i Cercozoa formin el Cabozoa. Una altra proposta és posar el grup Discicristata amb Jakobida dins el superfílum Discoba.